# Aeroportul Menorca
Aeroportul Menorca (IATA: MAH, ICAO: LEMH) este un aeroport din Maó⁠(d), Menorca, Balearic Islands⁠(d), Insulele Baleare⁠(d), Spania ce deservește zona Maó⁠(d). Aeroportul a fost tranzitat în 2022 de 3.900.935 de pasageri. A fost deschis în 24 martie 1969.
Situat la o altitudine de 92 m, aeroportul dispune de 2 piste. Este operat de ENAIRE⁠(d).

## Infrastructură

### Piste
Aeroportul dispune de 2 piste. Pista 01L/19R are suprafața de asfalt și dimensiunile 2.550 m × 45 m. Pista 01R/19L are suprafața de asfalt și dimensiunile 2.100 m × 45 m. 